# Leptoperla primitiva
Leptoperla primitiva är en bäcksländeart som beskrevs av Mclellan 1971. Leptoperla primitiva ingår i släktet Leptoperla och familjen Gripopterygidae. Inga underarter finns listade i Catalogue of Life.